# Komarivka, Zolotonoșa
Komarivka (în ucraineană Комарівка) este un sat în comuna Korobivka din raionul Zolotonoșa, regiunea Cerkasî, Ucraina.

## Demografie
Componența lingvistică a localității Komarivka
     Ucraineană (73,33%)
     Rusă (26,67%)
Conform recensământului din 2001, majoritatea populației localității Komarivka era vorbitoare de ucraineană (73,33%), existând în minoritate și vorbitori de rusă (26,67%).